# Capital G
Capital G è un singolo del gruppo musicale statunitense Nine Inch Nails, pubblicato nel 2007 ed estratto dall'album Year Zero.

## Tracce
9" (UK)
1. Capital G – 3:49
2. Survivalism (Dave Sitek Mix) – 4:30

Promo CD (USA)
1. Capital G (edit) – 3:49
2. Capital G (album) – 3:49